# Буковец (комуна, Долж)
Буковец (рум. Bucovăț) — комуна у повіті Долж в Румунії. До складу комуни входять такі села (дані про населення за 2002 рік):
- Італієнь
- Буковец (1474 особи)
- Кирліджей (373 особи)
- Лямна-де-Жос (318 осіб)
- Лямна-де-Сус (396 осіб)
- Палілула (892 особи)
- Сербетоаря (766 осіб)

Комуна розташована на відстані 188 км на захід від Бухареста, 6 км на південний захід від Крайови.

## Населення
За даними перепису населення 2002 року у комуні проживали 4219 осіб. Усі жителі комуни рідною мовою назвали румунську.
Національний склад населення комуни:
| Національність | Кількість осіб | Відсоток |
| -------------- | -------------- | -------- |
| румуни         | 4216           | 99,9%    |
| цигани         | 3              | 0,1%     |

Склад населення комуни за віросповіданням:
| Релігія        | Кількість осіб | Відсоток |
| -------------- | -------------- | -------- |
| православні    | 3998           | 94,8%    |
| адвентисти     | 204            | 4,8%     |
| бретрени       | 10             | 0,2%     |
| греко-католики | 3              | 0,1%     |
| п'ятдесятники  | 1              | < 0,1%   |

## Зовнішні посилання
- Дані про комуну Буковец на сайті Ghidul Primăriilor [Архівовано 17 червня 2009 у Wayback Machine.]